# Chuyến bay 123 của Japan Airlines
Chuyến bay 123 của Japan Air Lines là một chuyến bay nội địa ngày 12 tháng 8 năm 1985 của một máy bay Boeing 747-146SR với số đăng kí JA8119 thuộc hãng hàng không Japan Airlines, thực hiện chuyến bay từ Sân bay Haneda đến Sân bay quốc tế Osaka, đã bị mất kiểm soát và rơi chỉ sau 44 phút cất cánh. Máy bay cất cánh lúc 18 giờ 12 phút từ đường băng 16L tại Haneda, lúc 18 giờ 24 phút, sau khi cất cánh được 12 phút, một thứ gì đó đã phát nổ phía sau máy bay. JAL123 bắt đầu mất kiểm soát, máy bay liên tục lao lên, bổ xuống. Chiếc máy bay bắt đầu chuyển động theo một trạng thái được gọi là chu kì Fugoid. Khi máy bay bổ xuống, tốc độ máy bay tăng lên tạo lực nâng. Ngược lại, khi lao lên, máy bay mất tốc độ lại đâm bổ xuống. Chu kì cứ lặp lại liên tục như vậy. Sự cố bắt đầu xảy ra 12 phút sau khi bay và 32 phút sau đó đâm vào hai đường lằn núi Takamagahara tại Ueno, tỉnh Gunma, cách Tokyo 100 km (62 dặm). Địa điểm tai nạn ở sườn núi Osutaka (御巣鷹 の 尾根, Osutaka-no-One). Tất cả 15 thành viên phi hành đoàn và 505 trong số 509 hành khách thiệt mạng, tổng cộng có 520 người thiệt mạng và 4 người sống sót.
Cho đến nay, đây là một trong những vụ tai nạn máy bay thảm khốc nhất trong lịch sử hàng không thế giới, là vụ tai nạn máy bay chết người thứ hai trong lịch sử chỉ sau Thảm họa sân bay Tenerife.

## Bối cảnh

### Máy bay
Máy bay bị tai nạn mang số đăng ký JA8119 và là một chiếc Boeing 747-146SR. Chuyến bay đầu tiên của máy bay này là ngày 28 tháng 1 năm 1974 và nó đã tích lũy được 25.000 giờ bay.
Vào thời điểm xảy ra tai nạn, chiếc máy bay này đứng thứ 5 trong số 6 chuyến bay bay dự kiến trong ngày.

### Lỗi "dập đuôi"
7 năm trước đó vào ngày 2 tháng 6 năm 1978, trong chuyến bay 115 của Japan Airlines, chiếc máy bay đã gặp một tai nạn hi hữu khi thực hiện phương pháp tiếp cận hạ cánh bằng thiết bị (ILS) xuống đường băng 32L, Sân bay quốc tế Osaka. Phi công đã đáp máy bay với phần đầu quá cao, đuôi máy bay đập xuống mặt đường băng – lỗi "dập đuôi" (Tail Strike) khiến cho vách ngăn áp suất phía sau đuôi bị hỏng. Không có trường hợp tử vong nào xảy ra trong số 394 hành khách trên máy bay, nhưng có 25 người đã bị thương, trong đó có 23 người thương nhẹ và 2 người nghiêm trọng. Đuôi máy bay bị nứt làm hở vách ngăn áp suất phía sau. Các hư hỏng này đã được các kĩ thuật viên của Boeing sửa chữa và máy bay trở lại hoạt động.
Đội sửa chữa khi đó quyết định thay thay thế nửa dưới vách ngăn mới hoàn toàn thay vì thay toàn bộ vách ngăn do các vấn đề liên quan tới việc vận chuyển toàn bộ vách ngăn. Quy trình sửa chữa máy bay khi đó đã không được thực hiện theo đúng quy trình. Theo như hướng dẫn sửa chữa, 2 nửa vách ngăn theo nguyên tắc phải được nối lại bằng 1 tấm thép nối duy nhất. Tuy nhiên, đội kĩ thuật đã cắt tấm thép nối làm 2 phần để vừa với khớp nối, sau đó nối bằng 3 hàng đinh tán với 2 hàng ở 2 đầu mảnh thép nối và 1 hàng giữa 2 nếp nối. Điều này đã làm giảm khả năng chịu lực của tấm thép nối xuống 70% và do chỉ duy nhất 1 hàng đinh tán ở giữa 2 tấm thép chịu lực nén lớn so với thông thường. Sau nhiều những lần bay, các rãnh nứt dần hình thành ở hàng đinh tán giữa. Các chuyên gia điều tra sự cố đã tính toán rằng hàng đinh tán đó chỉ chịu được sau 11.000 lần bay. Trùng hợp là theo lịch sử hoạt động của chiếc máy bay kể từ khi sửa chữa, nó đã cất cánh tổng cộng 12.319 lần. Ở lần cất cánh này, khi máy bay đạt được độ cao 7300 m sau 12 phút cất cánh, sự chênh lệch áp suất bên trong cabin và không khí không bị nén đã kéo căng vách ngăn cùng với việc các vết nứt quá lớn ở vị trí của hàng đinh tán chính giữa ghép nối hai miếng kim loại khiến cho 2 tấm thép bị xé toạc, kéo theo việc hình thành vụ nổ giảm áp đã thổi bay phần đuôi điều hướng dọc. Ngoài ra, vụ nổ còn khiến cho hệ thống thủy lực hỏng khiến cho máy bay mất phần lớn khả năng điều khiển. Kíp lái đã cố gắng điều khiển chiếc máy bay quay về từ đảo Oshima về Haneda nhưng không thành. 32 phút sau, chiếc máy bay đâm vào dãy núi ở Ueno.

### Phi hành đoàn
Tổ lái gồm:
- Cơ trưởng Takahama Masami (高浜雅己) là người hướng dẫn cho Cơ phó Yutaka Sasaki trên chuyến bay, trong khi xử lí thông tin liên lạc vô tuyến.[5][6] Takahama là một phi công kì cựu, đã có tổng cộng 12.400 giờ bay, khoảng 4.850 trong số đó là bay trên chiếc Boeing 747. Ông ở tuổi 49 vào thời điểm xảy ra vụ tai nạn.
- Cơ phó Sasaki Yutaka (佐々木祐), đang trải qua khóa đào tạo để thăng cấp lên cơ trưởng. Chuyến bay 123 là một trong những chuyến bay huấn luyện cuối cùng của Sasaki, anh đóng vai trò là cơ trưởng trên chuyến bay.[2] Sasaki 39 tuổi vào thời điểm xảy ra vụ tai nạn, và có tổng cộng 4.000 giờ bay, trong đó có khoảng 2.650 giờ trên chiếc 747.
- Kĩ sư bay Fukuda Hiroshi (福田 博), một kỹ sư bay kì cựu 46 tuổi, đã có tổng cộng 9.800 giờ bay, trong đó có khoảng 3.850 giờ bay trên loại 747.[2]

## Hành khách
Chuyến bay diễn ra vào thời gian Lễ hội Bon ở Nhật Bản, khi mà nhiều người Nhật sẽ trở về thị trấn quê hương hoặc du lịch tới khu nghỉ dưỡng của họ. Có hai mươi hai hành khách ngoại quốc có mặt trên chuyến bay. Đến ngày 13 tháng 8 năm 1985, một phát ngôn viên của Japan Airlines tuyên bố rằng danh sách bao gồm bốn cư dân của Hồng Kông, hai người đến từ Ý và Hoa Kỳ, và một người đến từ Tây Đức và Vương quốc Anh. Một số người nước ngoài có hai quốc tịch, một số là cư dân ở Nhật Bản.
Bốn người sống sót đều là nữ giới, ngồi ở bên trái và phía giữa các hàng ghế số 54–60 đằng sau máy bay.
Sakamoto Kyū, người nổi tiếng với ca khúc "Ue o muite arukou" được biết đến ở các nước nói tiếng Anh với tựa "Sukiyaki", là một trong số người đã thiệt mạng trong vụ tai nạn.

## Trì hoãn hoạt động cứu hộ
Bi kịch vẫn diễn ra sau khi chiếc máy bay gặp nạn. Theo lời 1 người sống sót sau vụ tai nạn, sau khi chiếc máy bay đâm xuống vẫn còn nhiều người còn sống sót. Ít phút sau vụ tai nạn, 1 chiếc A330 của Không quân Mỹ đã báo nếu hăng của Quân đội Mỹ có mặt tại địa điểm đó có yêu cầu thả 2 người lính xuống ứng cứu nhưng lại nhận được lệnh rời đi. Không ai trong Lực lượng Phòng vệ Nhật Bản từ chối đề nghị đó cả. Những người sống sót kể rằng trong họ vẫn nghe tiếng thét văng vẳng cả đêm cho đến khi những người lính đầu tiên trong lực lượng cứu hộ Nhật Bản đến địa điểm gặp nạn.
Một hoa tiêu của Không quân Hoa Kỳ đóng tại Căn cứ Yokota đã công bố năm 1995 rằng quân đội Hoa Kỳ theo dõi các lời kêu gọi cứu nạn và đang chuẩn bị cho một hoạt động tìm kiếm mà đã bị hủy bỏ theo lệnh của chính quyền Nhật Bản. Phi hành đoàn C-130 của Không quân Hoa Kỳ là đơn vị đầu tiên phát hiện ra địa điểm rơi 20 phút sau khi va chạm, trong khi trời vẫn còn ban ngày, đồng thời thông báo vị trí đó tới Căn cứ Yokota, ở đó một chiếc Iroquois vừa được điều động. Một bài báo trên tờ Pacific Stars and Stripes từ năm 1985 cho biết nhân viên tại Yokota đã sẵn sàng hỗ trợ các hoạt động cứu hộ, nhưng không bao giờ được chính phủ Nhật Bản gọi đến.
Một máy bay trực thăng của Lực lượng Phòng vệ Nhật Bản (JSDF) sau đó đã phát hiện ra xác máy bay gặp nạn lúc màn đêm buông xuống. Tầm nhìn kém và địa hình đồi núi khó khăn đã khiến chiếc trực thăng không thể hạ cánh xuống địa điểm. Phi công báo cáo từ trên không rằng không có dấu hiệu của người sống sót. Dựa trên báo cáo này, nhân viên của JSDF ở mặt đất đã không tới địa điểm vào đêm xảy ra vụ tai nạn. Thay vào đó, họ được cử đến nghỉ qua đêm tại một ngôi làng tạm bợ dựng lều, dựng chỗ hạ cánh cho trực thăng và tham gia vào các công việc chuẩn bị khác, cách địa điểm máy bay rơi 63 km (39 mi). Đội cứu hộ lên đường đến hiện trường vào sáng hôm sau. Các nhân viên y tế sau đó tìm thấy các thi thể với vết thương cho thấy rằng những người sống sót sau vụ tai nạn chỉ chết vì sốc, phơi nhiễm qua đêm trên núi hoặc do các vết thương, nếu được chăm sóc sớm hơn thì đã không tử vong.
Một bác sĩ nói, "Nếu phát hiện sớm hơn 10 giờ, chúng ta có thể đã tìm thấy nhiều người sống sót hơn."

## Hậu quả và di sản
Sau sự cố, tổng giám đốc của hãng Hàng không Nhật Bản từ chức. Trưởng Quản lí Sửa chữa Kĩ thuật của hãng tự sát sau đó không lâu. Lực lượng Phòng vệ Nhật Bản sau đó đã bắt đầu trang bị những chiếc trực thăng và trang bị thiết kế cho các hoạt động ban đêm và trên địa hình rừng núi. Hãng Boeing cũng đã thay đổi tài liệu và quy trình liên quan đến việc bảo dưỡng và sửa chữa những chiếc Boeing. Ngoài ra, hãng cũng thiết kế lại hệ thống thủy lực kết nối đến phần cánh điều hướng ở đuôi bằng việc chuyển 2 ống thủy lực vòng xuống thân dưới đuôi để tránh trường hợp gặp sự cố như trên, phi công vẫn có thể điều khiển được 1 phần cánh điều hướng ở đuôi.